# Dendrobium durum
Dendrobium durum är en orkidéart som beskrevs av Johannes Jacobus Smith. Dendrobium durum ingår i släktet Dendrobium, och familjen orkidéer. Inga underarter finns listade i Catalogue of Life.